# كفاءة المحطة
كفاءة المحطة هي نسبة الكهرباء التي تم الحصول عليها من الطاقة الكلية للوقود. الطاقة المتبقية هي فقد حراري للغلاف الجوي إذا لم تستخدم للتدفئة المركزية.
هناك طريقتان لحساب الطاقة الكلية للوقود، إما القيمة الحرارية الأقل والتي هي نفسها القيمة الحرارية الصافية، أو القيمة الحرارية العليا والتي تساوي القيمة الحرارية الإجمالية.
اعتمادا على أي واحدة تستخدم، هناك زيادة في الكفاءة الظاهرية حوالى 10% لذلك يجب معرفة أي واحدة يتم استخدامها.